# Minkaffären
Minkaffären (danska: minksagen) var en politisk kontrovers i Danmark.
Under covid-19-pandemin beslutade Regeringen Frederiksen I den 3 november 2020 att samtliga minkar i landet skulle avlivas. Detta baserat på en riskvärdering gjord av Statens Serum Institut som presenterades samma dag. Motivet till avlivningen var att smittan kunde spridas bland minkarna och skapa ny mutationer. Regeringens beslut offentliggjordes 4 november, men det visade sig snart (8 november) att regeringen inte hade rättslig grund att genomföra detta.
Minkindustrin var stor i Danmark före beslutet. Landet var, med en marknadsandel på 40 %, världens största producent av minkpälsar. Det fanns 2019 omkring 800 minkfarmar och omkring 3 000 personer arbetade inom sektorn. Den 15 juni registrerade Fødevarestyrelsen covid-19 på en farm i Sindal i Hjørrings kommun, norra Jylland. Den 1 oktober fanns covid-19 konstaterad på 41 anläggningar i norra Jylland. På farmarna spreds en speciell variant av covid-19, kluster 5, och det fanns en oro att de vaccin som höll på att tas fram inte skulle fungera lika bra på denna variant. Regeringen beslutad därför, med rättslig grund, att alla minkfarmar inom 7,8 kilometer från en farm med smitta skulle avliva alla sina minkar (mot kompensation). Det fick konsekvensen att ungefär 100 farmar behövde stängas ner. Som en följd av beslutet 3 november avlivades övriga minkar i Danmark. Under perioden 5 till 19  november avlivades 13,5 miljoner minkar, varav 3 miljoner begravdes i massgravar. När dess djur ruttnade spreds stank samt oro för att det skulle påverka dricksvattnet. Därför beslutades 21 december 2020 att minkarna skulle grävas upp och förbrännas, vilket skedde under 2021.
Mogens Jensen avgick 18 november då regeringens stödpartiet uttalat att de inte hade förtroende för honom. Det beslutades i slutet av 2020 att en kommission, Minkkommissionen, skulle utvärdera agerandet. Den tillsattes i april 2021 och publicerade sina resultat 30 juni 2022. Den hade kritik mot att regeringen agerat vilseledande vid presskonferensen 4 november 2020 och riktade även kritik mot en del tjänstepersoner. Däremot bedömde den inte att regeringen hade känt till att de inte hade rättslig grund (däremot fick Jensen kritik för hans svar om när han fått information om detta).
Som en följd fick både Mette Frederiksen och Mogens Jensen en näsa av Folketinget. Dessutom hotade Radikale Venstre med misstroendeförklaring om inte det inte hölls val senast i oktober samma år. Som en följd av det hölls folketingsvalet 2022. Valet fick till följd att Frederiksen kunde fortsätta som statsminister, men nu i en regering bestående av Socialdemokrateriet, Venstre och Moderaterne (SVM-regeringen).
Sedan 1 januari 2023 är det minkavel åter tillåten i Danmark.